# Bässholmen (vid Bodö, Borgå)
Bässholmen är en ö i Finland. Den ligger i Finska viken och i kommunen Borgå i den ekonomiska regionen  Borgå i landskapet Nyland, i den södra delen av landet. Ön ligger omkring 27 kilometer öster om Helsingfors.
Öns area är 1,7 hektar och dess största längd är 170 meter i nord-sydlig riktning. Ön höjer sig omkring 15 meter över havsytan.